# Anteros kupris
Anteros kupris is een vlindersoort uit de familie van de prachtvlinders (Riodinidae), onderfamilie Riodininae.
Anteros kupris werd in 1875 beschreven door Hewitson.